# 中国国鉄HXD3C型電気機関車
中国国鉄HXD3C型電気機関車（ちゅうごくこくてつHXD3Cがたでんききかんしゃ）とは、中華人民共和国鉄道部（中国国鉄）が2010年（平成22年）から製作した交流電気機関車である。

## 概要
中国国鉄では2000年代以降列車の高速化を推し進めており、高速型客車の増備を行なったが、高速型旅客用電気機関車の増備を行なわなかった為、高速貨物用電機の旅客用への改造を実施する事態となった。こういった状況の根本的な解決の為製作されたのが当形式である。
HXD3C型電気機関車は客貨両用の交流電気機関車で、“和諧型”（日本語で“調和”の意）電気機関車で最初の客貨両用機であり、かつ当初より客車給電装置を備えた形式である。中国北車集団大連機車車輛が先にライセンス生産したHXD3型（東芝）とHXD3B型（ボンバルディア・トランスポーテーション）より得た技術を元に研究開発をした。最大出力は7,200kW、最高営業速度は120km/hで、大陸中国で最も一般的な直流600V給電方式の客車（25G型等）の牽引が可能である。
初号機は2010年7月に出場している。
原型となった電関は二つとも貨物用であった為か、客車牽引時の加減速の際に客車内でわかる程の衝撃が発生し、テーブル上の飲料がこぼれてしまうといった事態が度々発生している。これについては元が貨物機であったので加減速の制御段数が少ない為とも、機関士が旅客運用であるのを忘れてつい貨物列車と同様の操作をしてしまう為等と言われているが、何れであるかは判然としていない。この為、純然たる旅客専用機としてHXD3D型を製造する事となる。

## 形態区分

### 基本番台
2010年9月よりHXD3C型の量産が開始され、同年10月に瀋陽鉄路局蘇家屯機関区、武漢鉄路局江岸機関区等に順次配置された。前述の通り客貨両用機として株洲南車時代電気製のTGF60型列車給電装置を搭載している。これにより照明、空調機器に給電しており、定格出力は400kW×2で一組が故障しても正常に配電が可能である。
2012年6月現在、HXD3C型は既に10の鉄路局の17の機関区に配置され、京哈、京滬、京九、京広、隴海、滬昆、襄渝、宜万、焦柳、南昆等北京当局の主要幹線の殆どで給電装置付客車列車牽引運用に就いている。

### A型
2012年、北京二七軌道交通装備が最初の給電装置を持たないHXD3C型を製造（6001～6015）し、済南鉄路局済南西機関区に配置された。以降も給電装置無しの車の新製配置が続き2014年1月には列車給電装置を装備した車と装備していない車との区別の為、装備していない貨物用をHXD3CA型と改番した。